# Siciliana

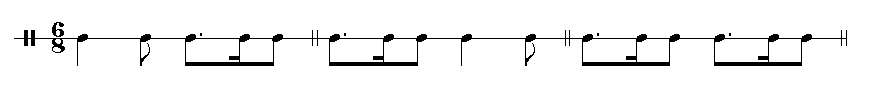
Rytm siciliany

Siciliana – taniec pasterski z XVII i XVIII wieku, pochodzenia sycylijskiego, w tempie umiarkowanym, metrum 6/8 lub 12/8, spotykany w formie stylizowanej w sonatach XVIII wieku (Wolfgang Amadeus Mozart), a także w muzyce wokalnej. 